# Meditació

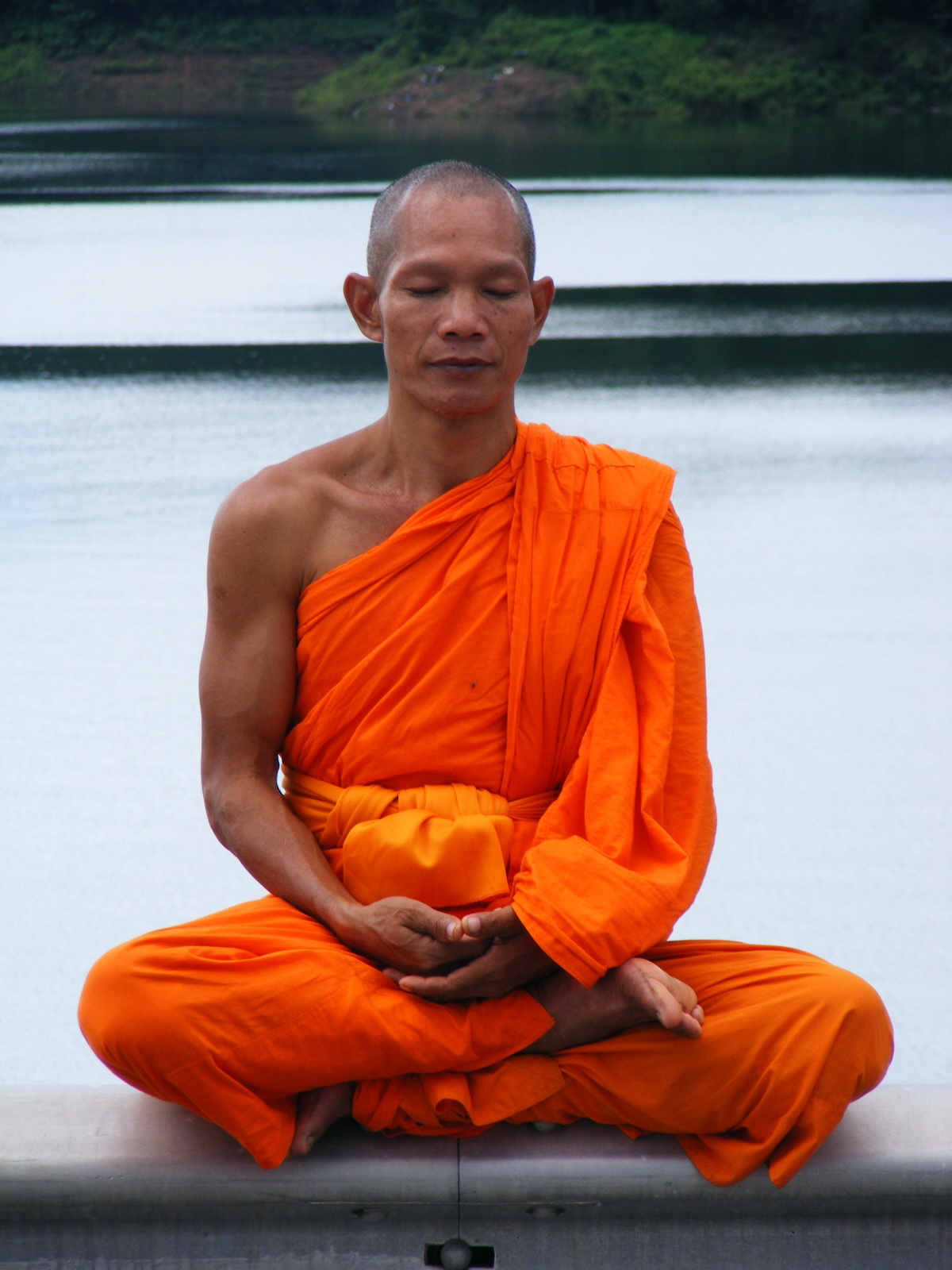
Postura clàssica de meditació del budisme - Phra Ajan Jerapunyo

La meditació descriu la pràctica d'un estat d'atenció concentrada sobre un objecte extern, pensament, la pròpia consciència o cap dels anteriors, excepte l'estat de concentració. L'objectiu principal de la meditació pot ser viure-la com a experiència, més típic en la meditació oriental, o més aviat posant l'accent en el contingut d'aquesta, més propi en general de la meditació occidental.
D'aquesta manera, en l'àmbit religiós occidental, s'ha distingit entre oració (oral) i meditació (mental), entre meditació i contemplació, reservant-ne a la segona un significat religiós o espiritual. Aquest nou ús es refereix a la meditació pròpia del ioga, originada a Índia.

## Definicions
Dins de la cultura occidental la paraula meditació ve del llatí meditatĭo que originalment indicava un tipus d'exercici intel·lectual; mentre que la paraula contemplació es reservava per a un ús més religiós o espiritual. A banda del seu ús històric, la paraula meditació és emprada en la traducció de conceptes provinents de pràctiques espirituals asiàtiques com el dhyana. D'aquesta manera, la paraula meditació va adquirir una nova definició que la fa similar a la contemplació.
Al segle xix, els teòsofs van adoptar la paraula «meditació» per referir-se a les diverses pràctiques de recolliment interior o contemplació pròpies de l'hinduisme, budisme i altres religions orientals. No obstant això, cal notar que aquest tipus de pràctica no és aliena a la història d'Occident, com mostren descobriments de atuells celtes amb figures en postura iòguica.
Per a Rudolf Steiner, fundador de l'antroposofia, la meditació és el camí per al coneixement del món espiritual i requereix exercicis especials, segons allò explicat i descrit a Wie erlangt man Erkenntnisse des hoheren Welten?' '.

## Característiques
La meditació normalment es caracteritza per tenir alguns d'aquests trets:
- Un estat de concentració sobre la realitat del moment present.[6]
- Un estat experimentat quan la ment es dissol i és lliure dels seus propis pensaments.[7]
- Una concentració en la qual l'atenció és alliberada de la seva activitat comuna i és focalitzada en Déu (propi de les religions teistes).[8][9][10]
- Una focalització de la ment en un únic objecte de percepció, com ara la respiració o la recitació constant d'un vocable o d'una successió de paraules o frases (exemple de recitació constant i ritmada de vocables és la recitació de mantra).[6]Mantra és una paraula que prové del sànscrit, formada pels termes ment i alliberació. El més destacable és la vibració energètica i els efectes harmonitzadors que suposen sobre la ment i el cos la repetició dels vocables o frases.[6] El més cèlebre dels mantres és el que es pronuncia «Om», associat a la meditació o un estat d'equilibri emocional. Prové de l'hinduisme i es considera el so i la vibració original de l'univers, connexió amb la mateixa persona i amb els altres éssers i la natura.[11][12]

## Tècniques de meditació
Existeixen moltes tècniques de meditació amb diferències notables entre si. Aquesta varietat respon al fet que cadascú pugui utilitzar la que s'ajusti més a les seves capacitats i temperament. Per exemple, Siddharta Gautama va enumerar unes quaranta tècniques diferents i, en el text Vijñana Bhairava Tantra, cent vuit. Totes aquestes tenen en comú la postura d'estar asseguts.

## Postura de meditació
És important la postura que s'adopta durant la meditació perquè ajuda a alinear el cos i la ment de la manera més còmoda amb les forces de la natura que condicionen les persones. Es considera que una bona postura ajuda a experimentar un benestar i una relaxació que fan emergir aspectes cada vegada més profunds de la veritable naturalesa de la persona. Per tant, els estats mentals depenen de les postures corporals. O dit d'una altra forma, la postura del nostre cos modula la nostra actitud.
La postura depèn de tres atributs bàsics, tots iguals d'importants, en què cadascú n'ajuda els altres:
- Alineació. Respon a la necessitat d'asseure's amb l'esquena dreta tot respectant la seva curvatura natural.[14] Una postura ben alineada requereix molt poc d'esforç per mantenir-se en el temps. I permet relaxar els principals músculs del cos. Per aconseguir-ho, s'han de tenir presents els següents tres gestos bàsics per a la meditació asseguda. La pelvis ha d'estar per sobre els genolls. La part inferior dels isquis reposant sobre el coixí. I descansar la part superior del cos sobre aquesta base tot equilibrant la part dreta amb l'esquerra. Aquests tres gestos són útils tant si es fa servir una banqueta, una cadira o es medita assegut a terra amb les cames encreuades.
- Relaxació. La relaxació depèn de la capacitat de lliurar el pes del cos a la força de la gravetat. Quan el cos està alineat, és més senzill relaxar-se perquè no cal tensar la musculatura innecessàriament per mantenir-se dret. Amb el cos tens, es restringeix la respiració i la capacitat de percebre sensacions i sentiments. Per tant, a mesura que es redueix la tensió muscular, és més fàcil ser-ne conscient que és un dels objectius de la meditació.
- Elasticitat. Per meditar, s'ha d'asseure's molt quiet i respirar amb normalitat i lliurement. No és un estat estàtic. Té a veure amb la flexibilitat que comporta un moviment de lliurament, principalment amb la respiració. L'actitud contrària és la resistència al moviment espontani del cos. N'és un exemple clar la respiració. La força de la respiració convida el cos a respondre amb elasticitat. Per tant, l'elasticitat depèn de permetre la respiració, no de forçar una respiració que creiem correcta.[13]

És important complementar la meditació amb ioga o treballs de reestructuració postural per facilitar la realització i manteniment de la postura. És convenient tenir la boca tancada amb les mandíbules relaxades.

### Postures de cames encreuades
Les postures de cames encreuades i l'esquena recta (sukhasana) faciliten una bona estabilitat, ja que els genolls descansen sobre el terra. És aconsellable anar alternant la cama del davant per igualar la flexibilitat entre les cames. La postura de flor de lotus (els peus sobre les cuixes contràries) té molts beneficis. Una gran estabilitat i, en pressionar els meridians de les cuixes tot disminuint el flux circulatori, facilita un major energia per a la introspecció. Però, a Occident, la majoria de gent no està preparada per realitzar-la, ja que no es té la suficient flexibilitat de malucs fruit d'asseure diàriament a terra. Se'n poden realitzar variants, com ara el mig lotus (un turmell sobre l'altre) o la birmana (un peu davant l'altre).

### Budisme clàssic
Segons el budisme clàssic, la postura ideal per a meditar té set característiques:
- Cames encreuades, realitzant la postura de flor de lotus o bé de mitja flor de lotus.[18]
- Esquena recta i centrada.
- Mans sobre la falda. L'esquerra a sota i els dits polzes tocant-se.
- Les espatlles alineades horitzontalment, obertes i amb els braços arquejats.
- La llengua tocant el paladar. Amb els llavis i la barbeta relaxats.
- El cap lleugerament inclinat endavant.
- Els ulls lleugerament oberts, que deixin passar llum.[14]

## Efectes
Les investigacions sobre els processos i els efectes de la meditació són una subdivisió de les investigacions neurològiques. Mètodes científics moderns, com la ressonància magnètica funcional i l'electroencefalografia, s'han utilitzat per observar les reaccions neurològiques durant la meditació. S'han expressat preocupacions sobre la qualitat de les investigacions en l'àmbit de la meditació,incloent-hi les característiques específiques de les persones que tendeixen a participar. La meditació ajuda a triar conscientment, dominar el flux de pensaments, percepcions i emocions. Pot ajudar a gestionar l'estrès, i les seves derivacions com l'ansietat, trastorns de concentració o insomni. Com diu el doctor en genètica cel·lular, monjo budista tibetà Matthieu Ricard la meditació té com a objectiu suavitzar la ment i tornar-la més dòcil, alliberant-se de la confusió mental per poder triar entre concentració o relaxació.
La meditació redueix la freqüència cardíaca, el consum d'oxigen, la freqüència respiratòria, el nivell d'hormones de l'estrès, el lactat i l'activitat del sistema nerviós simpàtic, així com disminueix lleugerament la pressió arterial. No obstant això, en aquells que mediten des de fa dos o tres anys, la pressió ja era baixa. Durant la meditació el consum d'oxigen es redueix en un 10-20 per cent de mitjana en els primers tres minuts. Per exemple, durant el son, el consum d'oxigen es redueix aproximadament un 8 per cent en un període de quatre o cinc hores. En els practicants de la meditació durant anys, la freqüència respiratòria pot disminuir fins a tres o quatre respiracions per minut, i les "ones cerebrals es desacceleren de les ones beta habituals (observades en estat de vigília) o les ones alfa (observades en relaxació ordinària) a les molt més lentes ones delta i teta".
Les investigacions mostren que la meditació té un efecte moderat en la reducció del dolor. No hi ha prou proves d'algun efecte de la meditació en l'estat d'ànim positiu, l'atenció, els hàbits alimentaris, el son o el pes corporal.
Luberto et al. (2017), en una revisió sistemàtica i metanàlisi sobre l'impacte de la meditació en l'empatia, la compassió i el comportament prosocial, van trobar que les pràctiques de meditació tenen un efecte insignificant o moderat en l'autoavaluació i els resultats observats, concloent que aquestes pràctiques poden "millorar les emocions positives prosocials i el comportament".